# Creiddylad
Pour les articles homonymes, voir Cordelia.
Creiddylad est un personnage de la mythologie galloise connue par la légende arthurienne en gallois médiéval Culhwch ac Olwen, l'un des récits du Mabinogion. Elle est la fille de Lludd Llaw Eraint - peut-être apparenté à Nudd (Nodons (en)), père de Gwynn ap Nudd. C'est pour elle que combattent Gwythr ap Greidawl (en) et Gwynn ap Nudd. 
À l'origine fiancée à Gwythr ap Greidawl, Creiddylad est enlevée par son autre prétendant, Gwyn ap Nudd, entraînant le combat des deux rivaux. Le Roi Arthur tranche la querelle en leur imposant de se battre en combat singulier chaque premier  mai jusqu'au jour du jugement. Le vainqueur gardera Creiddylad pendant une année.
L'étymologie de Creiddylad est incertaine. Son histoire présente quelques similitudes avec celle de Perséphone dans la mythologie grecque. Elle a aussi été rapprochée de la Cordeilla de l’Historia Regum Britanniae de Geoffroy de Monmouth, et parfois considérée comme la source du personnage de Cordelia dans la tragédie de  William Shakespeare Le Roi Lear. Il existe cependant d'importantes différences entre les légendes, et les versions galloises de l'Historia de Geoffrey de Monmouth utilisent le nom de Cordelia, pas celui de Creiddylad.

## Source
- (en) Cet article est partiellement ou en totalité issu de l’article de Wikipédia en anglais intitulé « Creiddylad » (voir la liste des auteurs).